# U-861
| U-861                      | U-861                                                                         | U-861                                                                         |
| -------------------------- | ----------------------------------------------------------------------------- | ----------------------------------------------------------------------------- |
|                            |                                                                               |                                                                               |
|                            |                                                                               |                                                                               |
|                            |                                                                               |                                                                               |
| Під прапором               | Третій рейх                                                                   | Третій рейх                                                                   |
| Спуск на воду              | 29 квітня 1943 року                                                           | 29 квітня 1943 року                                                           |
| Виведений зі складу флоту  | 9 травня 1945 року                                                            | 9 травня 1945 року                                                            |
| Сучасний статус            | затоплений                                                                    | затоплений                                                                    |
| Проєкт                     |                                                                               |                                                                               |
| Тип ПЧ                     | Торпедний ДПЧ                                                                 | Торпедний ДПЧ                                                                 |
| Основні характеристики     |                                                                               |                                                                               |
| Швидкість (надводна)       | 19,2 вузлів                                                                   | 19,2 вузлів                                                                   |
| Швидкість (підводна)       | 6,9 вузлів                                                                    | 6,9 вузлів                                                                    |
| Гранична глибина занурення | 230 м                                                                         | 230 м                                                                         |
| Екіпаж                     | 57 осіб                                                                       | 57 осіб                                                                       |
| Розміри                    |                                                                               |                                                                               |
| Довжина найбільша (по КВЛ) | 87,6 м                                                                        | 87,6 м                                                                        |
| Ширина корпусу найб.       | 7,5 м                                                                         | 7,5 м                                                                         |
| Висота                     | 10,2 м                                                                        | 10,2 м                                                                        |
| Середня осадка (по КВЛ)    | 5,4 м                                                                         | 5,4 м                                                                         |
| Водотоннажність надводна   | 1616 т                                                                        | 1616 т                                                                        |
| Озброєння                  |                                                                               |                                                                               |
| Артилерія                  | одна палубна гармата калібру 105-мм, одна 37-мм та одна 20-мм зенітна гармата | одна палубна гармата калібру 105-мм, одна 37-мм та одна 20-мм зенітна гармата |
| Торпедно- мінне озброєння  | 4 носових і 2 кормових ТА. 24 торпеди                                         | 4 носових і 2 кормових ТА. 24 торпеди                                         |

U-861 — німецький підводний човен типу IXD2 часів Другої світової війни.
Замовлення на будівництво човна було віддане 5 червня 1941 року. Човен був закладений на верфі суднобудівної компанії «AG Weser» у Бремені 15 липня 1942 року під заводським номером 1067, спущений на воду 29 квітня 1943 року, 2 вересня 1943 року увійшов до складу 4-ї флотилії. Також за час служби перебував у складі 12-ї та 33-ї флотилії. Єдиним командиром човна був корветтен-капітан Юрген Естен.
Човен виконав 2 бойових походи, у яких потопив 3 судна, 1 допоміжний військовий корабель та пошкодив одне судно.
Капітулював 9 травня 1945 року у Тронгеймі, Норвегія. 29 травня 1945 року переведено до Лізагаллі. Потоплено 31 грудня північніше Ірландії (55°25′ пн. ш. 07°15′ зх. д. / 55.417° пн. ш. 7.250° зх. д.) в рамках операції «Дедлайт».

## Потоплені та пошкоджені кораблі[3]
| Назва             | Тип                  | Належність      | Дата           | Тоннаж (БРТ) | Вантаж                                                                          | Статус     | Місце                                                       |
| Vital de Oliveira | військовий транспорт | Бразилія        | 20 липня 1944  | 1 737        | Війська та деревина                                                             | потоплено  | 22°29′ пд. ш. 41°09′ зх. д. / 22.483° пд. ш. 41.150° зх. д. |
| William Gaston    | суховантажне судно   | США             | 24 липня 1944  | 7 177        | 9 038 т кукурудзи                                                               | потоплено  | 26°42′ пд. ш. 46°12′ зх. д. / 26.700° пд. ш. 46.200° зх. д. |
| Berwickshire      | суховантажне судно   | Велика Британія | 20 серпня 1944 | 7 464        | 6 000 т генеральних вантажів та 70 т високооктанового палива у бочках на палубі | потоплено  | 30°58′ пд. ш. 38°50′ сх. д. / 30.967° пд. ш. 38.833° сх. д. |
| Daronia           | танкер               | Велика Британія | 20 серпня 1944 | 8 139        | Баласт, частина вантажу бочки та генеральні вантажі                             | пошкоджено | 31°10′ пд. ш. 38°00′ сх. д. / 31.167° пд. ш. 38.000° сх. д. |
| Ioannis Fafalios  | суховантажне судно   | Греція          | 5 вересня 1944 | 5 670        | 6 994 т вугілля                                                                 | потоплено  | 04°20′ пд. ш. 43°57′ сх. д. / 4.333° пд. ш. 43.950° сх. д.  |